# Annette von Droste-Hülshoff

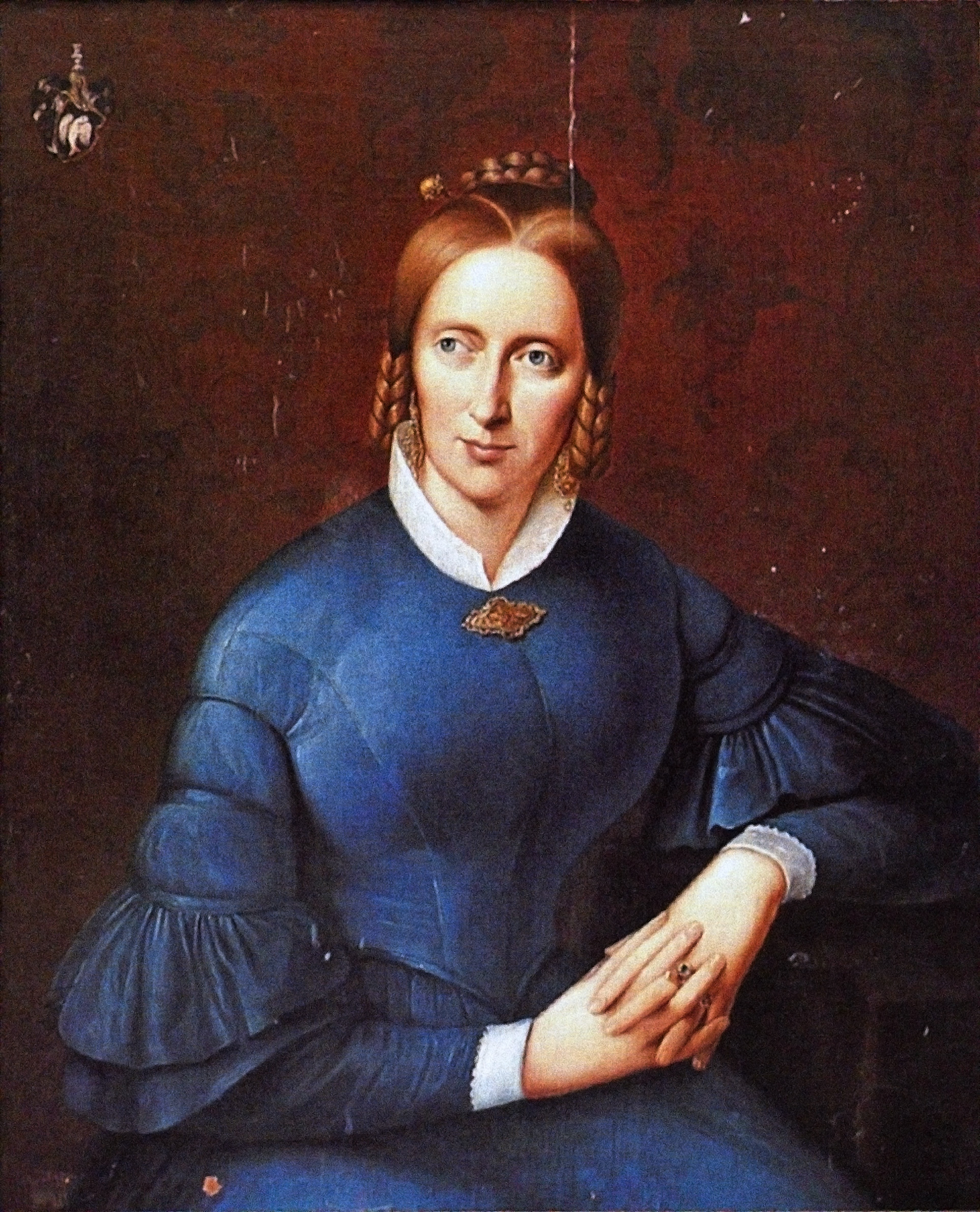
Annette von Droste-Hülshoff

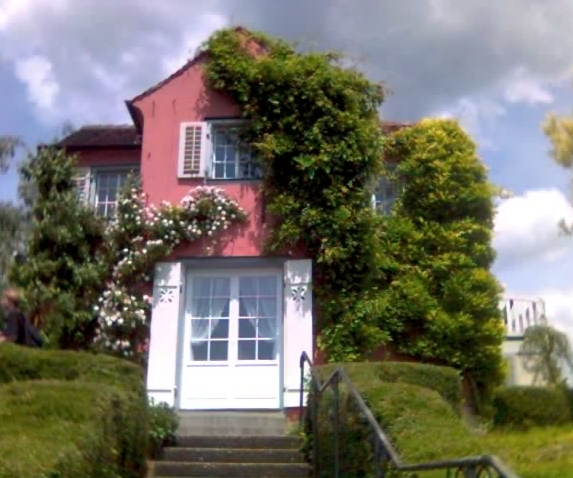
La casa di Annette von Droste-Hülshoff a Meersburg (Germania).

Anna Elisabeth Franziska Adolphine Wilhelmine Louise Maria Freiin von Droste zu Hülshoff (Castello Hülshoff, 10 gennaio 1797 – Castello Meersburg, 25 maggio 1848) è stata una scrittrice e poetessa tedesca.

## Biografia
Proveniente da una famiglia nobile cattolica, venne educata in modo rigido con un'impronta conservatrice, anche se la sua formazione culturale fu molto ampia.
Di salute cagionevole e di tendenze malinconiche, la Droste, dopo una delusione d'amore compose in giovane età un buon numero di inni sacri che già nel 1820 raggiunsero la considerevole cifra di venticinque. La madre, però, disapprovò questa attività letteraria e la fece sospendere.
Dopo la morte del padre si ritirò in campagna, conducendo una esistenza solitaria, interrotta solamente da qualche visita a centri culturali situati a Coblenza, Colonia e Bonn.
In questo periodo compose ballate, poemetti narrativi e un romanzo intitolato Die Judenbuche ("Il faggio dell'ebreo") di non grande valore artistico, tranne che per qualche spunto anticipatore ricorrente nelle successive liriche, come ad esempio la descrizione del paesaggio vestfalico.
Nel 1840 intraprese una relazione con lo scrittore Levin Schücking ed a causa di continue crisi d'asma si ritirò a vivere nel castello di suo cognato, sul lago di Costanza.
In questi anni la poetessa produsse le migliori opere della sua carriera, a cominciare dalla raccolta Letzte Gaben ("Ultimi doni"), ispirata soprattutto dalla natura. Il suo stile lirico venne definito pre-impressionistico, mentre per i contenuti fu considerata anticipatrice del realismo, e infine per le atmosfere e la sensibilità venne accostata all'ultima ondata di Romanticismo.

## Opere
- Gedichte (Poesie), 1838
- Die Judenbuche (Il faggio degli Ebrei, novella), 1842
- Gedichte (Poesie), 1844
- Westfälische Schilderungen (Illustrazioni Westphaliane), 1845
- Das geistliche Jahr (L'anno spirituale, circolo di poesie), 1851
- Der Knabe im Moor (Il ragazzo sul Moor, ballata)
- Letzte Gaben (Gli ultimi regali, poesie), 1860
- Briefe von Annette von Droste-Hülshoff und Levin Schücking (Lettere da Annette von Droste-Hülshoff e Levin Schücking)
- Eine Geschiche aus Westfalen (Una storia della Westfalia) , anni 1870